# Моранбон (театр)
Театр Моранбон (кор. 모란봉극장) — театр и концертный зал, расположенный в столице КНДР городе Пхеньяне у подножия горы в районе Моранбон. Первый театр, построенный в стране после Второй мировой войны.
Был открыт в 1946 году, сразу после освобождения от колониального правления Японии.
Используется, как зал заседаний властей Корейской Народно-Демократической Республики и главный концертный зал для выступлений Корейского национального симфонического оркестра.
В 1948 году здесь была проведена межкорейская переговорная встреча между представителями Трудовой партии Северной Кореи (ТПСК) и групп представителей Северной и Южной Кореи, на которых присутствовал Ким Гу. В том же году состоялось первое заседание Верховного народного собрания, на котором Ким Ир Сен был назначен главой Корейской Народно-Демократической Республики.
Разрушенный во время корейской войны 25 июня 1950 года, был восстановлен в нынешнем виде. В декабре 2004 года по личному указанию Ким Чен Ира началась реконструкция театра, закончившаяся в 2005 году, были произведены внутренние и общие ремонтные работы.
Общая площадь 4-этажного здания — 7 120 м². Зал рассчитан на 700 мест, был отремонтирован с использованием новейшего звукового оборудования.
В настоящее время в Театре Моранбон регулярно проходят выступления Национального симфонического оркестра КНДР и праздничные концерты, иногда также проводятся индивидуальные выступления.